# Großsteingräber bei Bokel
Die Großsteingräber bei Bokel waren mehrere (vermutlich sieben) megalithische Grabanlagen der jungsteinzeitlichen Trichterbecherkultur bei Bokel, einer Ortschaft von Beverstedt im niedersächsischen Landkreis Cuxhaven. Sie wurden im späten 19. oder frühen 20. Jahrhundert zerstört. Ihre Existenz ist nur durch mehrere Signaturen auf einem Messtischblatt belegt. Zu beiden Seiten der Straße von Bokel nach Bramstedt sind unmittelbar östlich der ehemaligen Schule sechs Gräber und etwas weiter östlich ein weiteres Grab eingezeichnet. Zu Ausrichtung, Maßen und Grabtyp liegen keine näheren Informationen vor.